# Psilochorus ybytyriguara
Psilochorus ybytyriguara là một loài nhện trong họ Pholcidae. Loài này được phát hiện ở Brasil.